# Agastache wrightii
Agastache wrightii là một loài thực vật có hoa trong họ Hoa môi. Loài này được (Greenm.) Wooton & Standl. mô tả khoa học đầu tiên năm 1913.